# Mary Catherine Bateson
Pour les articles homonymes, voir Bateson.
Mary Catherine Bateson, née le 8 décembre 1939 à New York et morte le 2 janvier 2021 à Cambridge (Massachusetts), est une anthropologue culturelle américaine.

## Biographie
Mary Catherine Bateson est la fille des anthropologues Margaret Mead et Gregory Bateson. Elle est la cousine de Jeremy Steig et la nièce de William Steig et Leo Rosten,. Elle obtient un bachelor du Radcliffe College en 1960, puis son doctorat à l'Université Harvard en 1963.
En 1960, elle épouse Barkev Kassarjian, professeur de gestion au Babson College. Leur fille Sevanne Margaret, actrice, a tenu quelques rôles dans des séries télévisées sous le pseudonyme de Sevanne Martin.
Diplômée de la Brearley School, elle a notamment enseigné à l’Université Harvard, au Amherst College, à Northeastern au Spelman College, ainsi qu'à l'étranger, aux Philippines et en Iran. De 1987 à 2002, elle est membre du Clarence J. Robinson Professors program, et enseigne l’anthropologie et l’anglais à l'Université George-Mason. 
Mary Catherine Bateson est membre de l'International Leadership Forum. Elle est la présidente de l'Institute for Intercultural Studies à New York jusqu'en 2010. Elle prend sa retraite de l'enseignement mais continue à travailler comme chercheuse invitée au Center on Aging and Work du Boston College. Elle vit dans le sud du New Hampshire. 

## Travaux
Elle s'intéresse tout d'abord au Moyen-Orient, puis à la manière dont les femmes et les hommes s'adaptent au changement culturel, en apprenant de leur entourage et en improvisant de nouvelles façons d'être. Elle étudie également l'allongement de la durée de vie et l'apprentissage tout au long de la vie modifient les rythmes du cycle de vie et l'interaction entre les générations,.
Elle a publié de nombreuses monographies scientifiques, mais son ouvrage le plus connu est le récit de son éducation par deux parents célèbres et spécialistes dans leurs domaines d’études, sous le titre With a Daughter's Eye : A Memoir of Margaret Mead and Gregory Bateson.

### Textes originaux
- Arabic Language Handbook, Center for Applied Linguistic, 124p, 1967
- With a Daughter's Eye: A Memoir of Margaret Mead and Gregory Bateson, Washington Square Press, 304p, 1985,  (ISBN 9780671554248)
- Angels Fear: Towards an Epistemology of the Sacred, Mary Catherine Bateson, Richard A. Goldsby, Macmillan, 224p, 1987,  (ISBN 9780025076709)
- Peripheral visions: learning along the way, HarperCollins Canada, 243p, 1994,  (ISBN 9780060168599)[9]
- Thinking AIDS, Mary Catherine Bateson, Richard A. Goldsby, Addison-Wesley Publishing Company, 153p, 1998,  (ISBN 9780201155945)
- Full Circles Overlapping Lives: Culture and Generation in Transition, Random House, 262p, 2000,  (ISBN 9780375501012)[10]
- Composing a Life, Grove Press, 241p, 2001,  (ISBN 9780802138040)
- Willing to Learn: Passages of Personal Discovery, Steerforth Press, 458p, 2004,  (ISBN 9781586420802)[11]
- Our Own Metaphor: A Personal Account of a Conference on the Effects of Conscious Purpose on Human Adaptation, Hampton Press, 344p, 2005,  (ISBN 9781572736016)
- Composing a Further Life: The Age of Active Wisdom, Knopf Doubleday Publishing Group, 272p, 2010,  (ISBN 9780307594228)[12]

### Traductions françaises
- Regard sur mes parents. Une évocation de Margaret, Éditions du Seuil, Collection La Couleur des idées, 304 p, 1989,  (ISBN 2020108704)
- Composer sa vie, traduction de Céline Leroy, Les Éditions du Portrait, 170 p, 2019,  (ISBN 9782371200173)